# Quino
Quino   (Guaymallén i Fuengirola, 17 de juliol de 1932 - Luján de Cuyo, 30 de setembre de 2020) pseudònim de Joaquín Salvador Lavado Tejón fou un humorista gràfic i creador de còmics argentí. La seva obra més famosa és la tira còmica Mafalda (publicada originalment entre el 1964 i el 1973).

## Biografia
Nascut a Mendoza, fill d'emigrants andalusos de Fuengirola (Màlaga), l'anomenaven Quino des de petit per distingir-lo del seu oncle, l'il·lustrador Joaquín Tejón, que va ser qui va despertar la seva vocació de dibuixant a edat molt primerenca. El 1945, després de la mort de la seva mare, comença a estudiar a l'Escola de Belles Arts de Mendoza. El seu pare mor poc després, quan ell tenia 16 anys. L'any següent abandona l'escola, amb la intenció de convertir-se en autor d'historietes còmiques, i aviat ven la seva primera historieta, un anunci d'una botiga de sedes. Intenta trobar feina a les editorials de la capital argentina, però fracassa. Després de fer el servei militar obligatori, el 1954 s'estableix a Buenos Aires en condicions paupèrrimes.
Per fi aconsegueix publicar la seva primera pàgina d'humor en el setmanari Esto Es, moment a partir del qual comença a publicar en molts altres mitjans: Leoplán, TV Guia, Vea y Lea, Damas y Damitas, Usted, Panorama, Adán, Atlántida, Che, el diari Democracia, etc.
El 1954 comença a publicar regularment a Rico Tipo, a la qual segueixen Tía Vicenta i Dr. Merengue. Poc després, comença a fer dibuixos publicitaris. Publica el seu primer llibre recopilatori, Mundo Quin, el 1963, rebent l'encàrrec, després d'això, d'unes pàgines per a una campanya de publicitat encoberta per a l'empresa d'electrodomèstics Mansfield, per a les que crea Mafalda. La campanya no va arribar a realitzar-se, de manera que la primera història de Mafalda es publica a Leoplán, i després va passar a publicar-se regularment al setmanari Primera Plana, ja que el seu director era amic de Quino. Entre 1965 i 1967, Mafalda es publica en el posteriorment desaparegut diari El Mundo; aviat es publica el primer llibre recopilatori, i comença a editar-se a Itàlia, Espanya (on la censura obliga a etiquetar-lo com "per a adults"), Portugal i altres països.

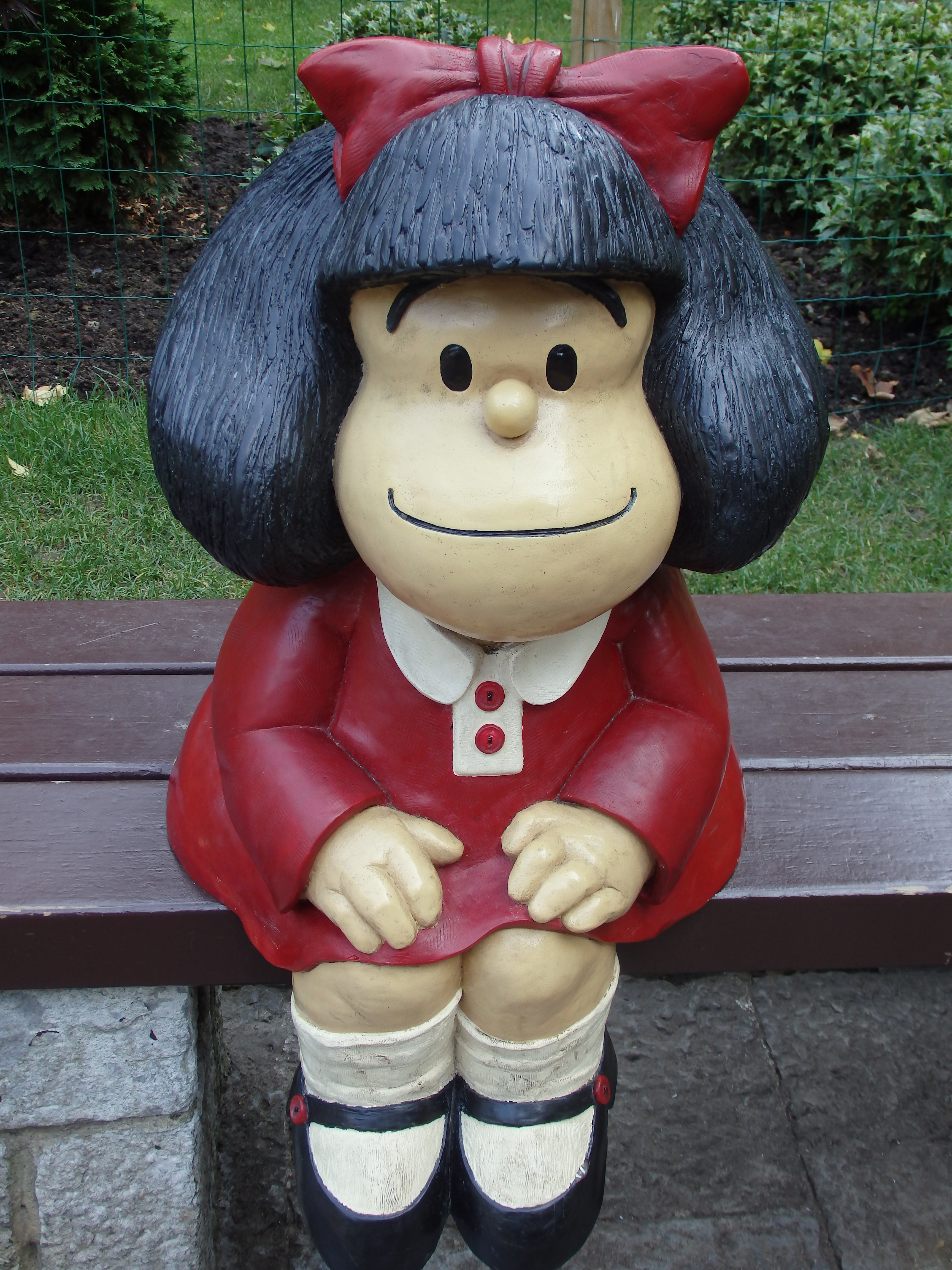
Ninot de Mafalda

Després d'abandonar la tira de Mafalda el 25 de juny de 1973, segons ell mateix per haver-se-li esgotat les idees, Quino es va traslladar a Milà, des d'on va continuar realitzant pàgines d'humor que mai va deixar de fer.
L'any 2008, la ciutat de Buenos Aires l'immortalitza. Per iniciativa del Museo del Dibujo y la Ilustración i amb Mercedes Casanegra com a curadora i els auspicis de l'empresa Subterráneos de Buenos Aires, realitza dos murals del seu personatge Mafalda a l'estació Perú de Buenos Aires, és a dir, sota la històrica Plaça de Maig. D'aquesta manera s'assegura el coneixement de la seva obra per les futures generacions.
L'any 2009 participa amb un original del seu personatge Mafalda, realitzat per al diari El Mundo, en la mostra "Bicentenari: 200 anys d'Humor Gràfic" que el Museo del Dibujo y la Ilustración realitza en el Museo Eduardo Sívori de Buenos Aires, homenatjant els més importants creadors de l'Humor Gràfic a l'Argentina a través de la seva història.
El 21 de maig de 2014 li fou concedit el Premi Príncep d'Astúries de Comunicació i Humanitats. Dos mesos abans, el 22 de març, li fou concedida la Legió d'Honor francesa, a París.

## Obres

### Mafalda
La més coneguda de les seves obres, Mafalda, en un principi era una publicitat per rentadores. Quino va intentar deixar-la pero la historieta ja havia pres força.
- Mafalda 1 (1970)[6]
- Mafalda 2 (1970)
- Mafalda 3 (1970)
- Mafalda 4 (1970)
- Mafalda 5 (1970)
- Mafalda 6 (1970)
- Mafalda 7 (1971)
- Mafalda 8 (1972)
- Mafalda 9 (1973)
- Mafalda 10 (1974)
- Mafalda inédita (1988)
- 10 años con Mafalda (1991)
- Todo Mafalda (1993) traduït com a Tot Mafalda (2008)[7]

### Altres publicacions
- Mundo Quino (1963) (reeditat el 1998)
- A mí no me grite (1972) (1999)
- Yo que usted... (1973)
- Bien, gracias, ¿y usted? (1976)
- Hombres de bolsillo (1977)
- A la buena mesa (1980)
- Ni arte ni parte (1981)
- Déjenme inventar (1983)
- Quinoterapia (1985)
- Gente en su sitio (1986)
- Sí, cariño (1987)
- Potentes, prepotentes e impotentes (1989)
- Humano se nace (1991)
- Yo no fui (1994)
- Cuentecillos y otras alteraciones (1995) (només les ilustraciones; texts de Jorge Timossi)
- ¡Qué mala es la gente! (1996)
- ¡Cuánta bondad! (1999)
- Esto no es todo (recopilació) (2002)
- ¡Qué presente impresentable! (2005)
- La aventura de comer (2007)
- Toda Mafalda (2007)
- ¿Quién anda ahí? (2012)
- Simplemente Quino (2016)